# De'Aaron Fox
De'Aaron Martez Fox (Nueva Orleans, Luisiana, 20 de diciembre de 1997) es un baloncestista estadounidense que pertenece a la plantilla de los San Antonio Spurs de la NBA. Con 1,91 metros de estatura, juega en la posición de base.

## Trayectoria deportiva

### Primeros años
Asistió durante su etapa de instituto al Cypress Lakes High School de Katy (Texas), donde en su última temporada promedió 31,3 puntos y 7,2 rebotes por partido. Participó en los tres mayores eventos para jugadores de instituto en los Estados Unidos, el McDonald's All-American Game, el Jordan Brand Classic, donde fue elegido co-MVP del partido junto a su compañero Malik Monk, y el Nike Hoop Summit. 
Fue considerado como el mejor base del curso de 2016 de manera unánime por todos los medios especializados, y el número 6 entre todos los jugadores de ese año de todo el país.

### Universidad
En noviembre de 2015 se comprometió con los Wildcats de la Universidad de Kentucky para jugar baloncesto universitario a las órdenes del entrenador John Calipari. Jugó una única temporada, en la que promedió 16,7 puntos, 3,9 rebotes, 4,6 asistencias y 1,5 robos de balón por partido, Fue incluido en el mejor quinteto de la Southeastern Conference y en el mejor quinteto de novatos.

#### Estadísticas
| Año     | Equipo   | PJ | PT | MPP  | %TC  | %3P  | %TL  | RPP | APP | ROB | TPP | PPP  |
| ------- | -------- | -- | -- | ---- | ---- | ---- | ---- | --- | --- | --- | --- | ---- |
| 2016–17 | Kentucky | 36 | 34 | 29.6 | .478 | .246 | .739 | 3.9 | 4.6 | 1.5 | .2  | 16.7 |

### Profesional

#### Sacramento Kings (2017-2025)
Fue elegido en la quinta posición del Draft de la NBA de 2017 por los Sacramento Kings. En su primera temporada en el equipo promedió 11,6 puntos y 4,4 asistencias por partido.
El 25 de noviembre de 2020, acuerda una extensión de contrato con los Kings. En su cuarta temporada, el 25 de marzo de 2021, ante Golden State Warriors registró la máxima anotación de su carrera hasta ese momento con 44 puntos.
En su quinto año en Sacramento, el 5 de marzo de 2022, igualó su mejor registro anotador con 44 puntos ante Dallas Mavericks.
Ya en su sexta temporada con los Kings, el 5 de noviembre de 2022, anotó una canasta ganadora sobre la bocina ante Orlando Magic. El 10 de febrero se anuncia su participación en el All-Star Game de 2023, siendo la primera nominación de su carrera. El 24 de febrero anota 42 puntos ante Los Angeles Clippers. Al término de la temporada regular recibe el premio Clutch Player of the Year.
Durante su séptimo año en Sacramento, el 17 de noviembre de 2023, anota 43 puntos ante San Antonio Spurs. El 29 de noviembre consigue 40 puntos ante Los Angeles Clippers. El 14 de diciembre anota 41 puntos ante Oklahoma City Thunder. El 26 de diciembre anota 43 puntos ante Portland Trail Blazers. El 3 de febrero de 2024 anotó 41 puntos ante Chicago Bulls. El 13 de febrero anota 40 puntos ante Phoenix Suns. El 6 de marzo anota 44 puntos ante Los Angeles Lakers. El 5 de abril consigue 40 puntos ante Boston Celtics. Terminó la temporada regular siendo el líder en robos con 2,03 por encuentro.
En su octava temporada con los Kings, el 15 de noviembre de 2024, consigue la mejor anotación de su carrera con 60 puntos ante Minnesota Timberwolves, siendo récord de la franquicia. Pero además, al día siguiente ante Utah Jazz anota 49, convirtiéndose en el segundo jugador en la historia de los Kings en conseguir 100 puntos en dos encuentros consecutivos, tras los 104 de DeMarcus Cousins en 2016. También es el tercer jugador en la historia de la NBA en conseguir al menos 109 puntos en dos días, uniéndose a Kobe Bryant (que lo hizo en 2007) y a Wilt Chamberlain (que lo hizo en 17 ocasiones).

#### San Antonio Spurs (2025-presente)
El 2 de febrero de 2025 es traspasado a San Antonio Spurs en un acuerdo entre tres equipos. El 5 de febrero hizo su debut con los Spurs, registrando 24 puntos, 5 rebotes, 13 asistencias (igualando su máximo de la temporada) y tres robos en una victoria por 126-125 sobre los Atlanta Hawks. Se convirtió en el primer jugador en la historia de la franquicia de los Spurs en registrar más de 20 puntos y más de 10 asistencias en un debut. Tras 17 partidos, el 13 de marzo se anunció que sería baja para el resto de la temporada para someterse a una cirugía por un daño en el tendón del dedo meñique izquierdo.
El 4 de agosto de 2025 acuerda una extensión de contrato con los Spurs por cuatro años y $229 millones.

## Estadísticas de su carrera en la NBA
|  | Líder de la liga |

### Temporada regular
| Año      | Equipo      | PJ  | PT  | MPP  | %TC  | %3P  | %TL  | RPP | APP | ROB | TPP | PPP  |
| -------- | ----------- | --- | --- | ---- | ---- | ---- | ---- | --- | --- | --- | --- | ---- |
| 2017-18  | Sacramento  | 73  | 60  | 27.8 | .412 | .307 | .726 | 2.8 | 4.4 | 1.0 | .3  | 11.6 |
| 2018-19  | Sacramento  | 81  | 81  | 31.4 | .458 | .371 | .727 | 3.8 | 7.3 | 1.6 | .6  | 17.3 |
| 2019-20  | Sacramento  | 51  | 49  | 32.0 | .480 | .292 | .705 | 3.8 | 6.8 | 1.5 | .5  | 21.1 |
| 2020-21  | Sacramento  | 58  | 58  | 35.1 | .477 | .322 | .719 | 3.5 | 7.2 | 1.5 | .5  | 25.2 |
| 2021-22  | Sacramento  | 59  | 59  | 35.3 | .473 | .297 | .750 | 3.9 | 5.6 | 1.2 | .4  | 23.2 |
| 2022-23  | Sacramento  | 73  | 73  | 33.6 | .512 | .324 | .780 | 4.2 | 6.1 | 1.1 | .3  | 25.0 |
| 2023-24  | Sacramento  | 74  | 74  | 35.9 | .465 | .369 | .738 | 4.6 | 5.6 | 2.0 | .4  | 26.6 |
| 2024-25  | Sacramento  | 45  | 45  | 37.0 | .469 | .322 | .829 | 5.0 | 6.1 | 1.5 | .4  | 25.0 |
| 2024-25  | San Antonio | 17  | 17  | 34.0 | .446 | .274 | .819 | 4.3 | 6.8 | 1.5 | .3  | 19.7 |
| Total    | Total       | 531 | 517 | 33.3 | .470 | .330 | .746 | 3.9 | 6.1 | 1.4 | .4  | 21.5 |
| All-Star | All-Star    | 1   | 0   | 9.3  | .000 | —    | —    | .0  | 2.0 | .0  | .0  | .0   |

### Playoffs
| Año   | Equipo     | PJ | PT | MPP  | %TC  | %3P  | %TL  | RPP | APP | ROB | TPP | PPP  |
| ----- | ---------- | -- | -- | ---- | ---- | ---- | ---- | --- | --- | --- | --- | ---- |
| 2023  | Sacramento | 7  | 7  | 38.5 | .424 | .333 | .756 | 5.4 | 7.7 | 2.1 | .6  | 27.4 |
| Total | Total      | 7  | 7  | 38.5 | .424 | .333 | .756 | 5.4 | 7.7 | 2.1 | .6  | 27.4 |

## Vida personal
Hijo de Aaron y Lorainne Harris-Fox, tiene un hermano, Quentin.
Antes de presentarse al draft de 2017, consiguió un contrato multianual de patrocino con Nike.
En noviembre de 2020 se comprometió con su novia, Recee Caldwell, y la pareja contrajo matrimonio en agosto de 2022, en Malibú (California). El 3 de febrero de 2023 nacería su hija Reign Fox.